# Кубанці (фільм)
«Кубанці» — радянський драматичний художній фільм 1939 року, знятий режисерами Матвієм Володарським і Миколою Красієм на Київській кіностудії.

## Сюжет
З життя одного з передових кубанських конярських колгоспів. Ветеринар Митрич, замаскований ворог, який виконує всі вказівки осавула Сороки (Іван Рижов), приступає до головного завдання — погубити весь колгоспний табун. Але злочинців вчасно затримають, і восени колгосп буде проводжати в Червону Армію молодих козаків.

## У ролях
- Олександр Антонов — Сергій Захарович Худенко, начальник кінного заводу
- Валентина Івашова — Ольга Худенко
- Т. Задеріхіна — Катя Худенко
- Дмитро Мілютенко — дід Макар
- Степан Шкурат — Ілля Макарович
- А. Петрова — Уляна Григорівна
- Борис Безгін — Остап
- Степан Жаворонок — Стьопка
- Семен Свашенко — Федір
- П. Ткаченко — Ромка
- Федір Левицький — Льонька
- І. Рижов — осавул Сорока
- Микола Братерський — Василь Митрич
- К. Блажко — Фрося
- Юрій Гравій — Соколов
- Володимир Уральський — Іван Опанасович, комкор
- Дмитро Капка — гармоніст

## Знімальна група
- Режисери — Матвій Володарський, Микола Красій
- Сценаристи — Олександр Маковський, Олексій Ян
- Оператор — Юрій Вовченко
- Композитор — Пилип Козицький
- Художник — Милиця Симашкевич